# Крымская (станция)
Кры́мская — узловая железнодорожная станция Краснодарского региона Северо-Кавказской железной дороги, расположенная в городе Крымске Краснодарского края.

## История
Станция Крымская в городе Крымске Краснодарского края открыта в 1888 году. Здание вокзала сильно пострадало во время Великой Отечественной войны и было практически полностью разрушено. Вокзал восстановлен в прежнем виде в 1950 году.
В 2012 году в Крымске произошло наводнение, в результате которого, по официальным данным, погибли 170 человек. После наводнения в здании вокзала произвели капитальный ремонт, во время которого заменили кровлю.

## Следование по станции
| Пригородное сообщение | Пригородное сообщение    | Пригородное сообщение | Пригородное сообщение    |
| № поезда              | Маршрут движения         | № поезда              | Маршрут движения         |
| --------------------- | ------------------------ | --------------------- | ------------------------ |
| Пригородный           | Новороссийск — Краснодар | Пригородный           | Краснодар — Новороссийск |

### Дальнее сообщение
По состоянию на декабрь 2018 года через станцию курсируют следующие поезда дальнего следования:
| Круглогодичное обращение поездов | Круглогодичное обращение поездов | Круглогодичное обращение поездов | Круглогодичное обращение поездов |
| № поезда                         | Маршрут движения                 | № поезда                         | Маршрут движения                 |
| -------------------------------- | -------------------------------- | -------------------------------- | -------------------------------- |
| 29 «Премиум»                     | Москва — Новороссийск            | 30 «Премиум»                     | Новороссийск — Москва            |
| 43 «Черноморец»                  | Санкт-Петербург — Новороссийск   | 44 «Черноморец»                  | Новороссийск — Санкт-Петербург   |
| 125                              | Москва — Новороссийск            | 126                              | Новороссийск — Москва            |
| 129/130                          | Красноярск — Анапа               | 129/130                          | Анапа — Красноярск               |
| 311                              | Воркута — Новороссийск           | 312                              | Новороссийск — Воркута           |
| 325                              | Пермь — Новороссийск             | 326                              | Новороссийск — Пермь             |
| 335                              | Екатеринбург — Новороссийск      | 336                              | Новороссийск — Екатеринбург      |
| 339                              | Нижний Новгород — Новороссийск   | 340                              | Новороссийск — Нижний Новгород   |
| 377                              | Москва — Новороссийск            | 378                              | Новороссийск — Москва            |
| 677                              | Владикавказ — Новороссийск       | 678                              | Новороссийск — Владикавказ       |
| 805 «Ласточка»                   | Ростов-на-Дону — Новороссийск    | 808 «Ласточка»                   | Новороссийск — Ростов-на-Дону    |

| Сезонное обращение поездов | Сезонное обращение поездов     | Сезонное обращение поездов | Сезонное обращение поездов     |
| № поезда                   | Маршрут движения               | № поезда                   | Маршрут движения               |
| -------------------------- | ------------------------------ | -------------------------- | ------------------------------ |
| 187                        | Архангельск — Новороссийск     | 188                        | Новороссийск — Архангельск     |
| 205/206                    | Иркутск — Анапа                | 205/206                    | Анапа — Иркутск                |
| 227                        | Санкт-Петербург — Новороссийск | 228                        | Новороссийск — Санкт-Петербург |
| 229/230                    | Северобайкальск — Анапа        | 229/230                    | Анапа — Северобайкальск        |
| 235/236                    | Тында — Анапа                  | 235/236                    | Анапа — Тында                  |
| 243/244                    | Новокузнецк — Анапа            | 243/244                    | Анапа — Новокузнецк            |
| 267                        | Сосногорск — Новороссийск      | 268                        | Новороссийск — Сосногорск      |
| 285                        | Мурманск — Новороссийск        | 286                        | Новороссийск — Мурманск        |
| 453                        | Уфа — Новороссийск             | 454                        | Новороссийск — Уфа             |
| 455                        | Челябинск — Новороссийск       | 456                        | Новороссийск — Челябинск       |
| 457/458                    | Челябинск — Анапа              | 457/458                    | Анапа — Челябинск              |
| 469                        | Саратов — Новороссийск         | 470                        | Новороссийск — Саратов         |
| 481                        | Москва — Новороссийск          | 482                        | Новороссийск — Москва          |
| 503/504                    | Уфа — Анапа                    | 503/504                    | Анапа — Уфа                    |
| 505                        | Тамбов — Новороссийск          | 506                        | Новороссийск — Тамбов          |
| 507                        | Ижевск — Новороссийск          | 508                        | Новороссийск — Ижевск          |
| 509                        | Казань — Новороссийск          | 510                        | Новороссийск — Казань          |
| 519/520                    | Орск — Анапа                   | 519/520                    | Анапа — Орск                   |
| 521                        | Приобье — Новороссийск         | 522                        | Новороссийск — Приобье         |